# Rommerscheider Hof

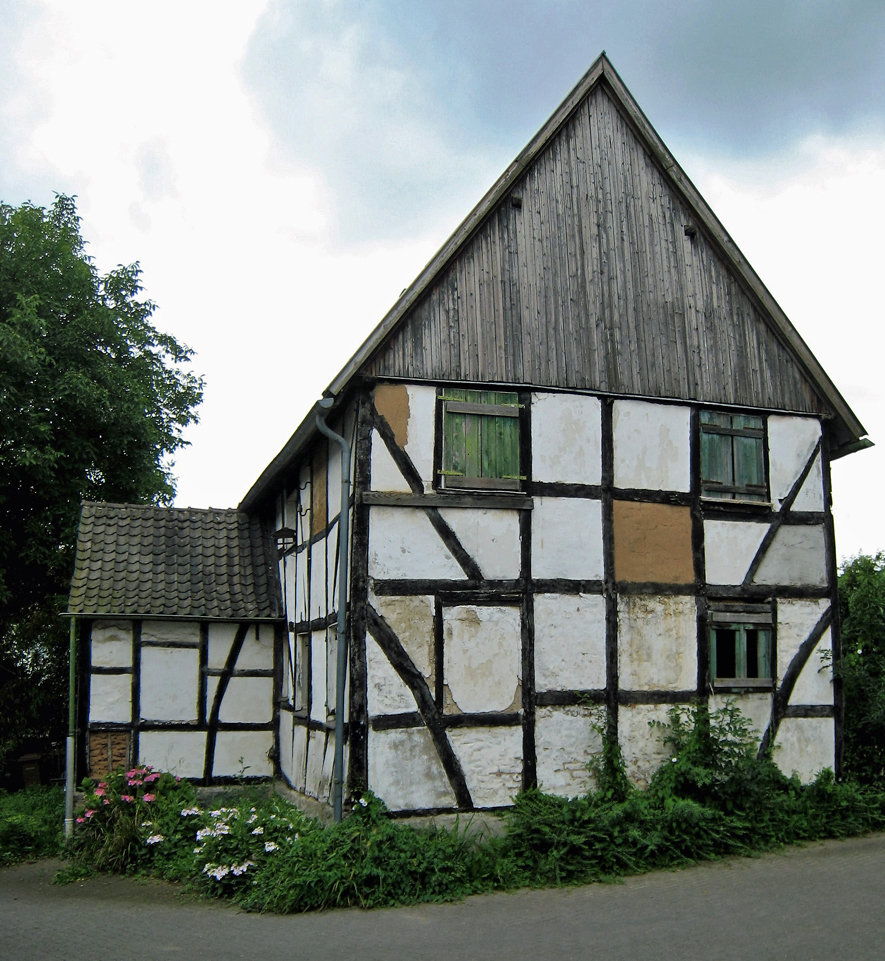
Der Rommerscheider Hof 2016

Der Rommerscheider Hof ist ein alter Bauernhof im Ortsteil Rommerscheid im Stadtteil Stadtmitte von Bergisch Gladbach. Die erste urkundliche Erwähnung des Rommerscheider Hofs stammt von 1510. Zu dieser Zeit war er im Besitz des Johanniterordens, der seinen Sitz in der Malteser Komturei im Stadtteil Herrenstrunden hatte. Das heute noch stehende Gebäude gilt mit einem Alter von um 500 Jahren als das älteste Fachwerkhaus von Bergisch Gladbach.
In den letzten Jahren wurden immer wieder Anstrengungen unternommen, das Haus unter Berücksichtigung der denkmalpflegerischen Vorgaben durch die Denkmalbehörde wieder so herzurichten, dass es bewohnt werden kann. Im Jahr 2016 hat das Bundesministerium für Umwelt, Naturschutz, Bau und Reaktorsicherheit Bundesmittel in Höhe von 66 700,- € für Renovierungsarbeiten zur Verfügung gestellt. Der neue Eigentümer wird seine Eigenmittel damit ergänzen und 2017 mit den Arbeiten zur Sanierung des Objekts beginnen. Inzwischen ist mit den Arbeiten begonnen worden. Dabei hat sich herausgestellt, dass der Hof wahrscheinlich älter ist, als bisher angenommen.

## Baudenkmal
Der Rommerscheider Hof ist seit dem 25. Januar 1985 unter Nr. 69 in die Liste der Baudenkmäler in Bergisch Gladbach eingetragen.